# متلايف
متلايف هي الشركة القابضة لشركة متروبوليتان للتأمين على الحياة ( MLIC ) ،  المعروفة باسم متلايف ، والشركات التابعة لها. تعد مت لايف من بين أكبر مزودي خدمات التأمين والمعاشات ومزايا الموظفين على مستوى العالم ، مع 90 مليون عميل في أكثر من 60 دولة.   تأسست الشركة في 24 مارس 1868.  احتلت مت لايف المرتبة 43 في قائمة 201 فورتشين 500 لأكبر الشركات في الولايات المتحدة من حيث إجمالي الإيرادات. 
في 6 يناير 1915 ، أكملت متلايف عملية التبادل ، حيث تحولت من شركة تأمين على الحياة مملوكة لأفراد إلى شركة مشتركة تعمل بدون مساهمين خارجيين ولمصلحة حاملي الوثائق.  بعد 85 عاما كشركة المتبادلة، مت لايف الغير تبادلية إلى شركة مساهمة عامة مع طرح عام أولي في عام 2000.  من خلال شركاتها الفرعية والشركات التابعة لها ، تحتل متلايف مراكز رائدة في السوق في الولايات المتحدة واليابان وأمريكا اللاتينية ومنطقة آسيا والمحيط الهادئ وأوروبا والشرق الأوسط.  يخدم متلايف 90 من أكبر شركات فورتشين 500 .  
تقع مكاتب الشركة الرئيسية في 200 بارك أفنيو ، مدينة نيويورك في وسط مانهاتن ، مدينة نيويورك ، على الرغم من أنها تحتفظ ببعض المكاتب التنفيذية وغرفة اجتماعات مجلس إدارتها في مبنى ميت لايف ، الواقع في 200 بارك أفنيو ، مدينة نيويورك ، والتي بيعت في 2005. 
في يناير 2016 ، أعلنت الشركة أنها ستنطلق من أعمال التجزئة في الولايات المتحدة ، بما في ذلك التأمين على الحياة والمعاشات السنوية لسوق التجزئة ، في شركة منفصلة تسمى برايت هاوس المالية ، والتي بدأت في مارس 2017.  حافظت شركة متلايف المستمرة على حقوق تسمية ملعب ميتلايف في شمال ولاية نيو جيرسي . 

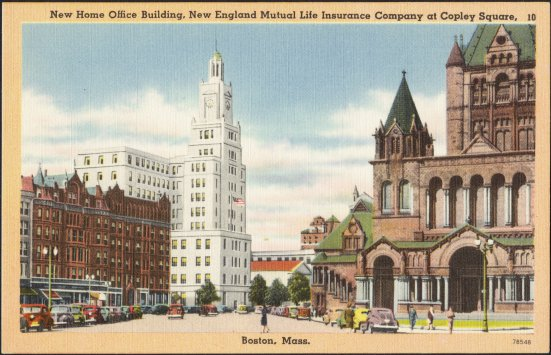
منزل مكتب نيو انغلاند المتبادلة للتأمين على الحياة. واحد من سلف شركات متليف. انظر

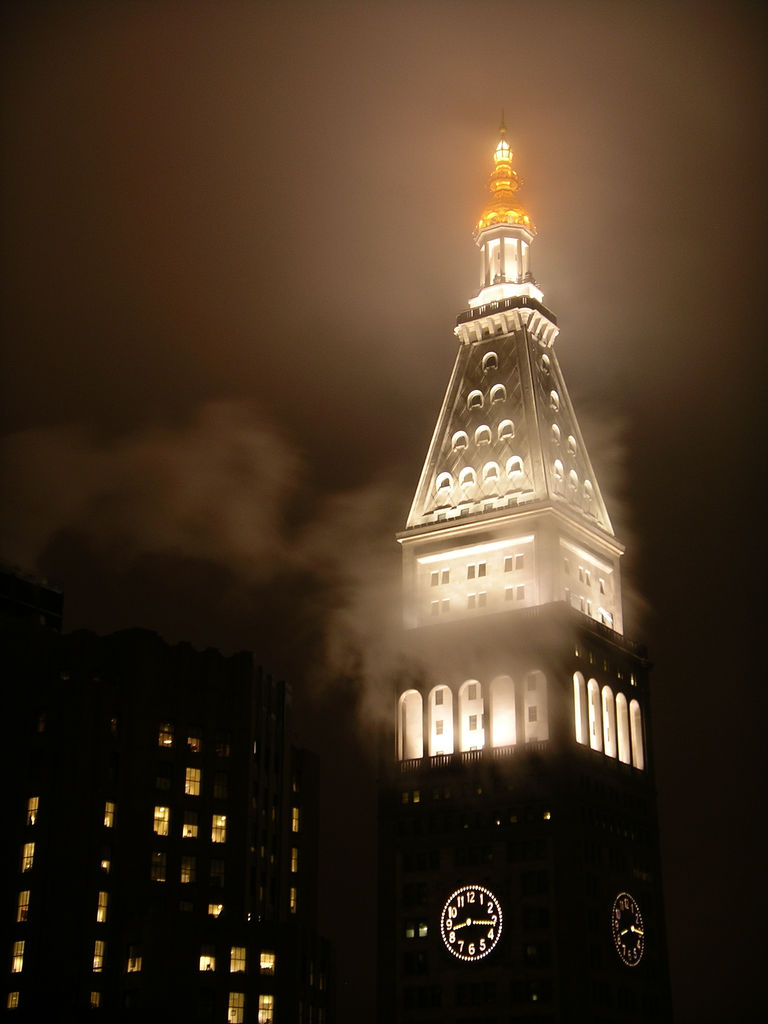
ظهر برج شركة متروبوليتان للتأمين على الحياة ، الذي كان سابقًا مقرًا للشركة ، في الإعلانات لسنوات عديدة.

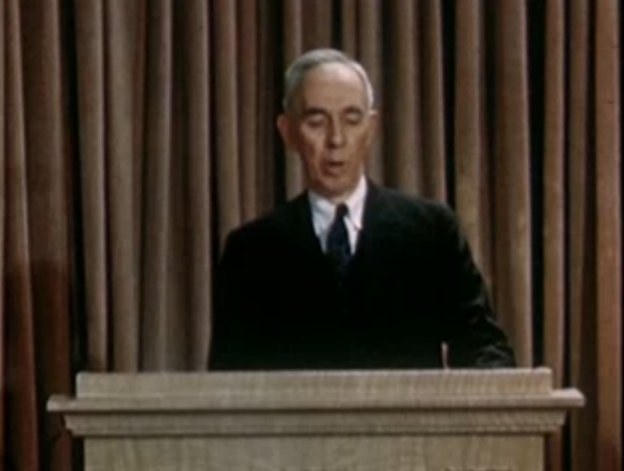
رئيس الشركة ليروي لينكولن في عام 1947

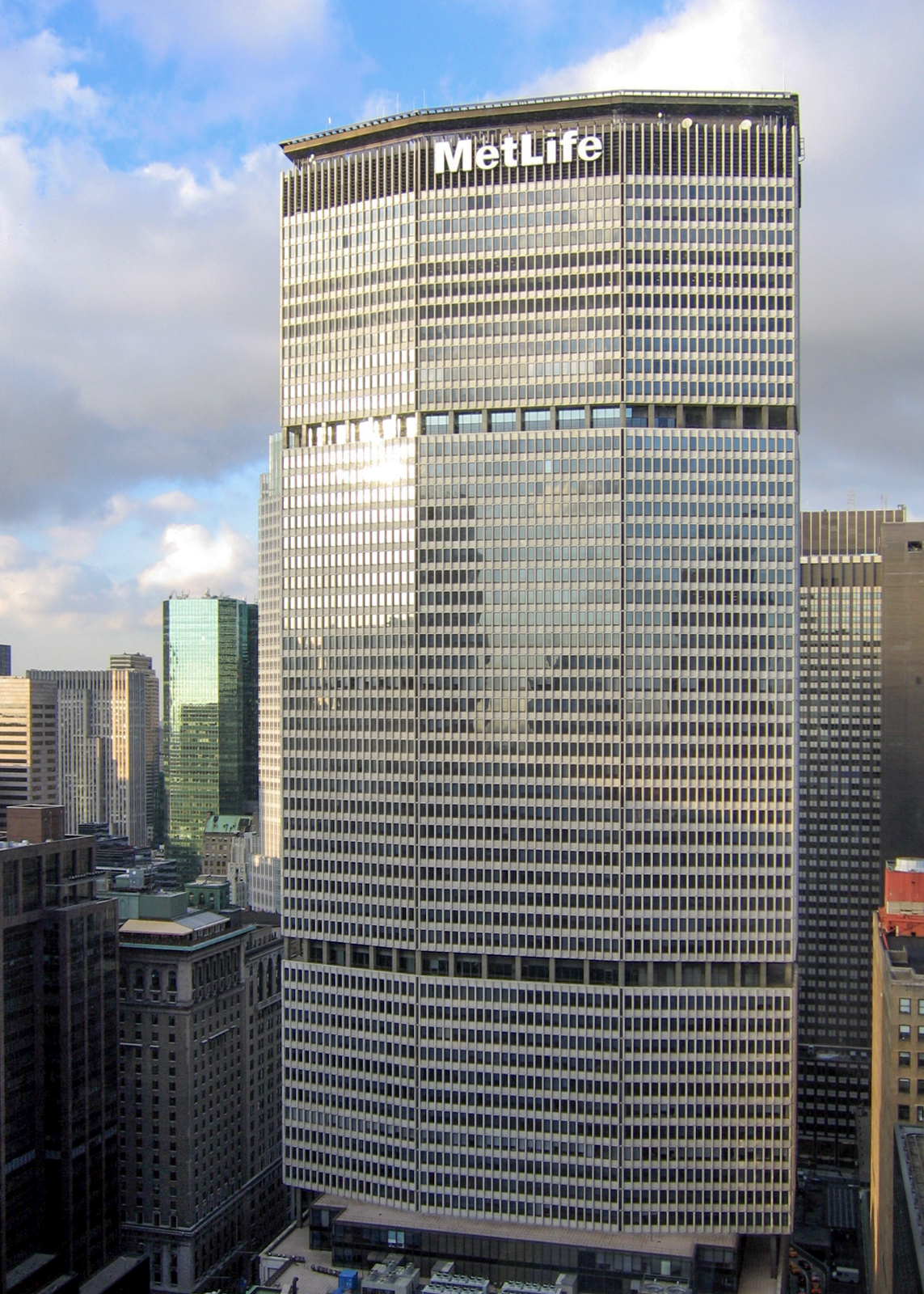
مبنى متلايف في 200 بارك اف في مدينة نيويورك. لم يعد المبنى مملوكًا لـ متلايف

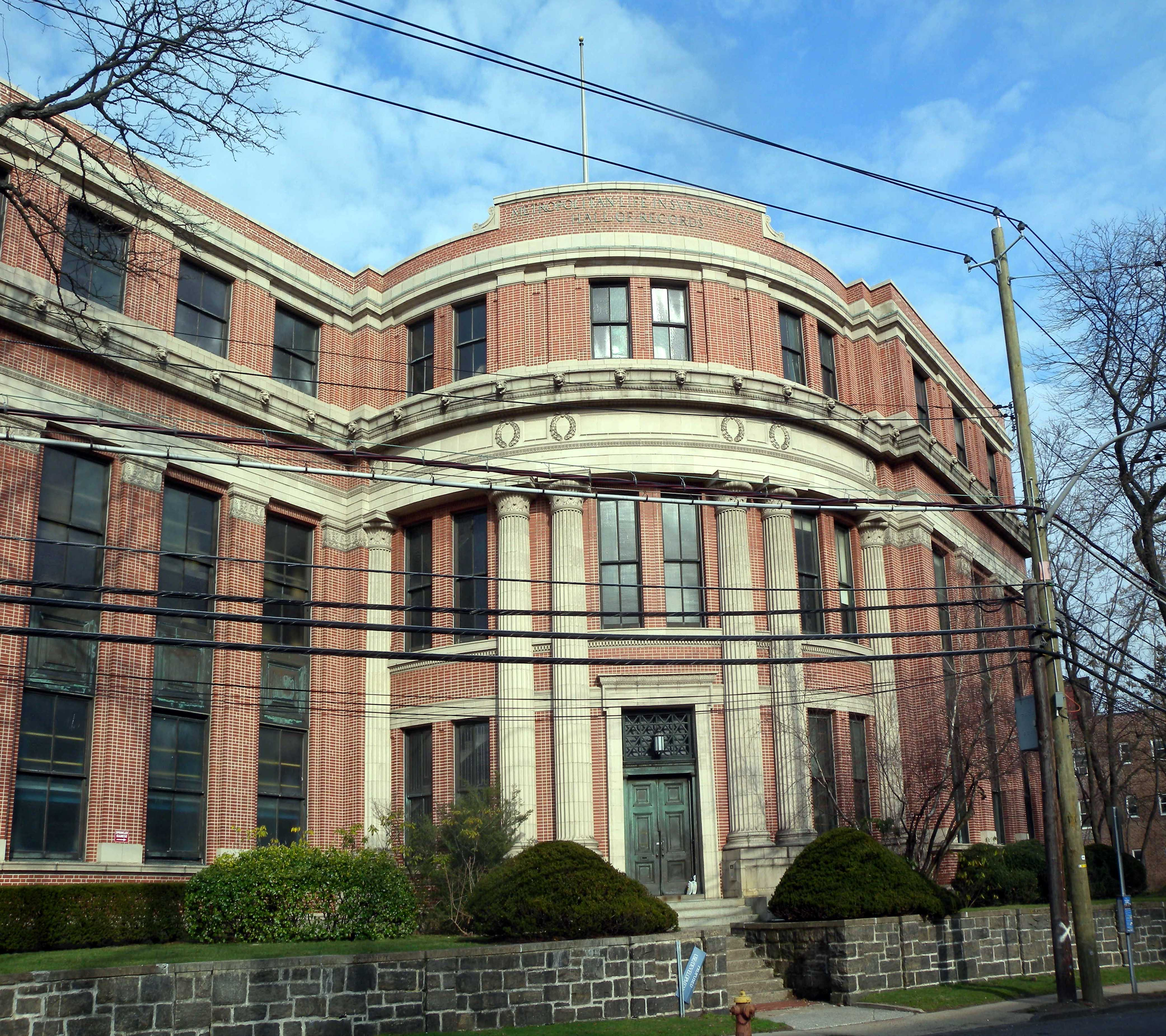
قاعة متلايف للتسجيلات ، يونكرز ، نيويورك.

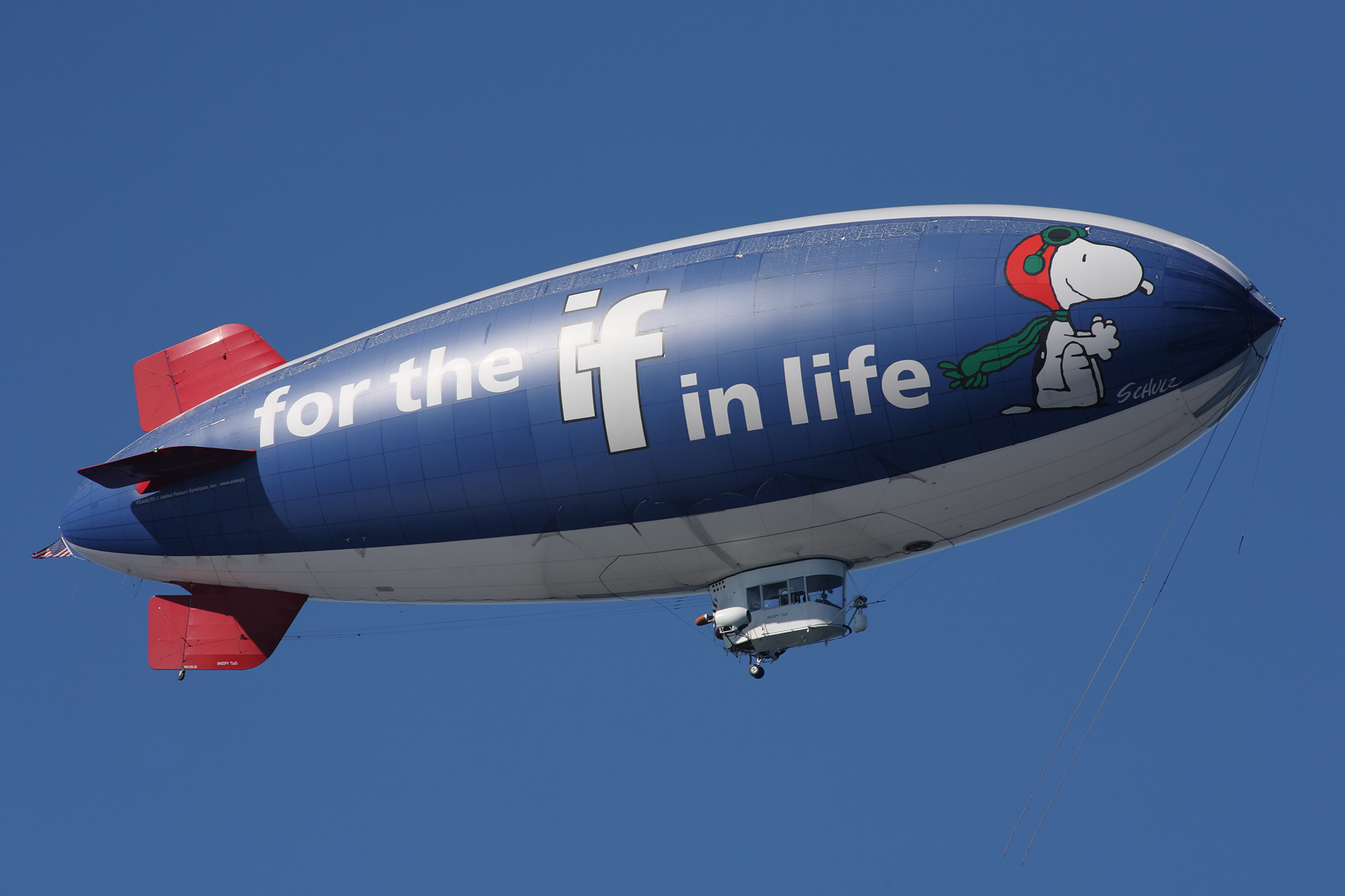
منطاد متلايف "سنوبي اثنين".

## المحفوظات والسجلات
- تسجل شركة نيو إنغلند للتأمين على الحياة في مجموعات مكتبة بيكر الخاصة ، كلية هارفارد للأعمال.